# Brachioppiella baderi
Brachioppiella baderi är en kvalsterart som först beskrevs av Hammer 1968.  Brachioppiella baderi ingår i släktet Brachioppiella och familjen Oppiidae. Inga underarter finns listade.